# Air Corsica
Air Corsica, anteriormente Compagnie Corse Méditerranée y más tarde CCM Airlines, es una compañía aérea francesa. La compañía fue fundada en 1989 para facilitar el acceso a Córcega. 

## Historia
La empresa fue fundada el 1 de enero de 1989 y comenzó los servicios en junio de 1990. En agosto de 2002 cambió su nombre de Compagnie Corse Méditerranée a CCM Airlines, y más tarde, a Air Corsica, en octubre de 2010. 
La alianza con Air France se ha desarrollado y la red se amplió. La empresa es administrada por la Colectividad de Córcega (66,84%), Air France (13,19%), Crédit Agricole (5,19%), Corsica Linea (4,67%), Caisse des dépôts et consignations (2,33%), Chambres de Commerce Corse (2,33%) e inversores minoritarios.
La aerolínea comparte 66 millones de euros en ayudas estatales anuales con Air France a cambio de vuelos regulares al continente durante todo el año.
La aerolínea contaba con 675 empleados en marzo de 2018 y transportó 1,85 millones de pasajeros entre el 1 de abril de 2017 y el 31 de marzo de 2018 (según la aerolínea, el número de pasajeros transportados por aire fue superior al de pasajeros transportados por mar). De este total, el 46% del tráfico anual a Córcega lo gestiona Air Corsica y el 15% Air France.

## Destinos
Air Corsica opera en la actualidad (julio de 2025) los siguientes destinos regulares:

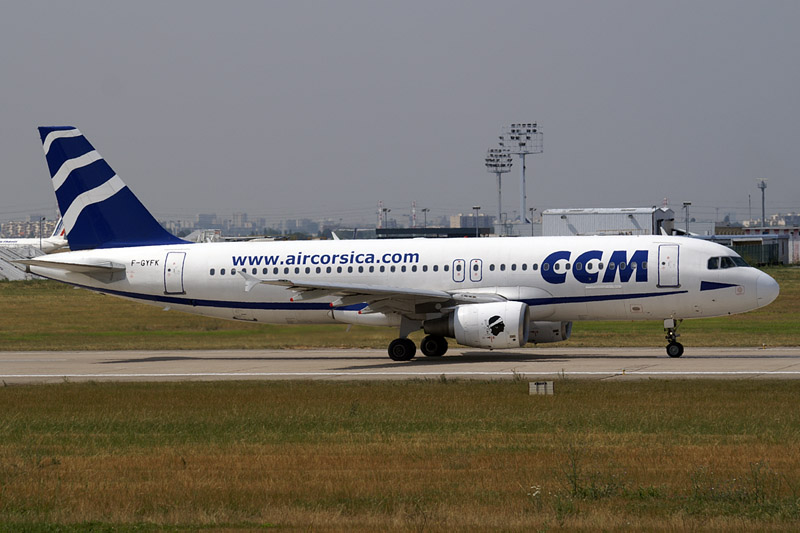
Airbus A320 F-GYFK con la librea de CCM Airlines (Actual Air Corsica)

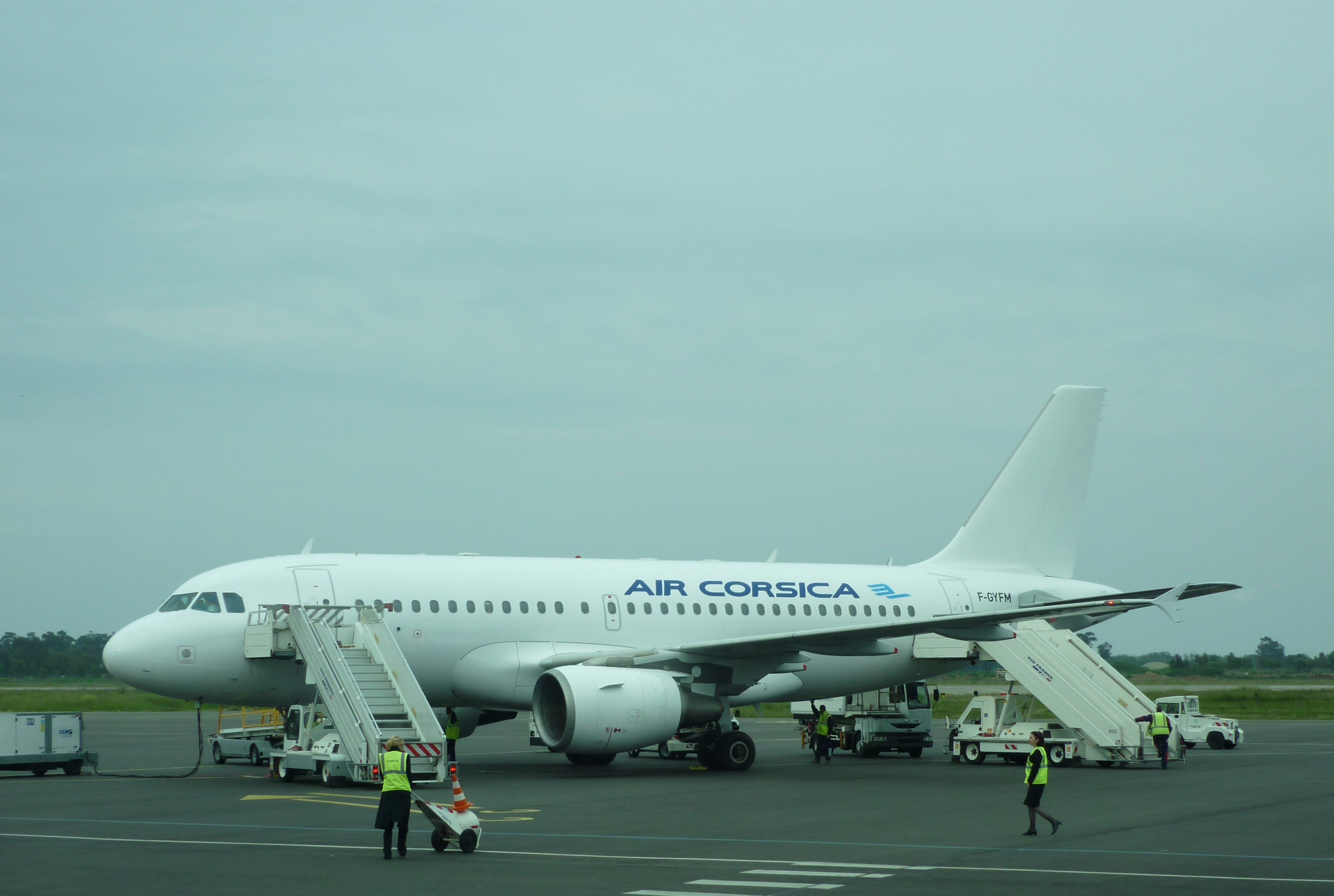
Airbus A319 de Air Corsica con la nueva librea en el Aeropuerto de Bastia, Córcega

| Países                       | Destinos         | Aeropuertos                                              | Desde | Desde | Desde | Desde |
| Países                       | Destinos         | Aeropuertos                                              | AJA   | BIA   | CLY   | FSC   |
| ---------------------------- | ---------------- | -------------------------------------------------------- | ----- | ----- | ----- | ----- |
| Bélgica                      | Bruselas         | Aeropuerto de Charleroi Bruselas Sur                     | E     | E     | E     | E     |
| Francia                      | Ajaccio          | Aeropuerto de Ajaccio-Napoleón Bonaparte (hub principal) |       |       |       |       |
| Francia                      | Bastia           | Aeropuerto de Bastia-Poretta (hub secundario)            |       |       |       |       |
| Francia                      | Calvi            | Aeropuerto de Calvi Sainte-Catherine (hub secundario)    |       |       |       |       |
| Francia                      | Clermont-Ferrand | Aeropuerto de Clermont-Ferrand/Auvergne                  | E     |       |       |       |
| Francia                      | Dole             | Aeropuerto de Dole-Jura                                  |       | E     |       |       |
| Francia                      | Figari           | Aeropuerto de Figari-Sud Corse (hub secundario)          |       |       |       |       |
| Francia                      | Lyon             | Aeropuerto de Lyon-Saint Exupéry                         | X     | X     | E     | E     |
| Francia                      | Marsella         | Aeropuerto de Marsella-Provenza                          | X     | X     | X     | X     |
| Francia                      | Niza             | Aeropuerto Int. de Niza-Costa Azul                       | X     | X     | X     | X     |
| Francia                      | París            | Aeropuerto de París-Orly                                 | X     | X     | X     | X     |
| Francia                      | Toulouse         | Aeropuerto de Toulouse-Blagnac                           | X     | E     | E     | E     |
| Italia                       | Milán            | Aeropuerto de Milán-Malpensa                             |       |       |       | E     |
| Italia                       | Napóles          | Aeropuerto de Nápoles-Capodichino                        | E     | E     |       |       |
| Italia                       | Olbia            | Aeropuerto de Olbia-Costa Smeralda                       |       |       |       | E     |
| Italia                       | Roma             | Aeropuerto de Roma-Fiumicino                             | X     | E     |       |       |
| Italia                       | Venecia          | Aeropuerto Internacional Marco Polo                      |       | E     |       |       |
| Nota: E estacional, X anual. |                  |                                                          |       |       |       |       |

### Acuerdos de código compartido
- Air Caraïbes
- Air France
- Air France Hop!
- ITA Airways

## Flota

### Flota actual
La flota de Air Corsica se compone en la actualidad de las siguientes aeronaves:
| Aeronaves       | En servicio | Pedidos | Pasajeros (clase única)                           | Matrículas                                        | Antigüedad                                        |
| --------------- | ----------- | ------- | ------------------------------------------------- | ------------------------------------------------- | ------------------------------------------------- |
| ATR 72-600      | 7           | —       | 72                                                | F-HXKA                                            | 2,6 años                                          |
| ATR 72-600      | 7           | —       | 72                                                | F-HXKE                                            | 2,5 años                                          |
| ATR 72-600      | 7           | —       | 72                                                | F-HXKI                                            | 2,5 años                                          |
| ATR 72-600      | 7           | —       | 72                                                | F-HXKU                                            | 2,2 años                                          |
| ATR 72-600      | 7           | —       | 72                                                | F-HXKY                                            | 2,2 años                                          |
| ATR 72-600      | 7           | —       | 72                                                | F-HXKX                                            | 1,2 años                                          |
| ATR 72-600      | 7           | —       | 72                                                | F-HXKZ                                            | 0,9 años                                          |
| Airbus A320-200 | 2           | —       | 180                                               | F-HBSA                                            | 16,2 años                                         |
| Airbus A320-200 | 2           | —       | 180                                               | F-HBEV                                            | 16,1 años                                         |
| Airbus A320neo  | 4           | —       | 186                                               | F-HXKB                                            | 5,6 años                                          |
| Airbus A320neo  | 4           | —       | 186                                               | F-HXKJ                                            | 5,6 años                                          |
| Airbus A320neo  | 4           | —       | 186                                               | F-HXKF                                            | 1,4 años                                          |
| Airbus A320neo  | 4           | —       | 186                                               | F-HXKC                                            | 1,2 años                                          |
| Total           | 13          | —       | Edad media de la flota (julio de 2025): 4,6 años. | Edad media de la flota (julio de 2025): 4,6 años. | Edad media de la flota (julio de 2025): 4,6 años. |

### Flota histórica
| Aeronaves          | Total | Introducido | Retirado | Matrículas                                              |
| ------------------ | ----- | ----------- | -------- | ------------------------------------------------------- |
| Airbus A319        | 3     | 2002        | 2024     | F-GYFM, F-GYJM y F-HDSJ (arrendado)                     |
| ATR 42-500         | 2     | 2005        | 2023     | F-GHNS y F-HAIB                                         |
| ATR 72-200         | 7     | 1990        | 2007     | F-GKPC, F-GKPD, F-GKPE, F-GKPF, F-GHPV, F-GKPH y F-GMGK |
| ATR 72-500         | 7     | 2005        | 2023     | F-HAPL, F-GRPI, F-GRPJ, F-GRPK, F-GRPX, F-GRPY y F-GRPZ |
| Boeing 737-800     | 3     | 2024        | 2024     | OM-LEX, OM-HEX y OM-IEX (todos arrendados)              |
| Bombardier CRJ-900 | 1     | 2024        | 2024     | ES-ACD (arrendado)                                      |
| Fokker 100         | 6     | 1992        | 2005     | F-GIOA, F-GNLJ, F-GMPG, F-GIOG, F-GKHD y F-GKHE         |